# 明石郵便局
明石郵便局（あかしゆうびんきょく）は、兵庫県明石市にある郵便局。民営化前の分類では集配普通郵便局であった。

## 概要
住所：〒673-8799 兵庫県明石市樽屋町1-7

### 併設施設
- ゆうちょ銀行明石店（大阪支店明石出張所）：取扱店番号430070

## 沿革
- 1872年1月14日（明治4年12月5日） - 明石郵便取扱所として開設[1]。
- 1873年（明治6年）4月 - 明石郵便役所となる[1]。
- 1875年（明治8年）1月1日 - 明石郵便局（四等）となる。同年、為替取扱を開始[1]。
- 1879年（明治12年） - 貯金取扱を開始[1]。
- 1889年（明治22年）9月21日 - 明石郵便電信局（三等）となる[1][2]。
- 1903年（明治36年）4月1日 - 通信官署官制の施行に伴い明石郵便局となる[1][3]。
- 1922年（大正11年）12月16日 - 等級を三等から二等に改定[4]。
- 1940年（昭和15年）11月27日 - 等級を二等から一等に改定[5]。
- 1956年（昭和31年）12月1日 - 電話通話および和文電報受付事務の取扱を開始。
- 1981年（昭和56年）10月 - 局舎落成。
- 1990年（平成2年）8月20日 - 神戸市西区内の郵便番号を〒673から〒651-21に変更。
- 1993年（平成5年）7月1日 - 外国通貨の両替および旅行小切手の売買に関する業務取扱を開始。
- 2007年（平成19年）10月1日 - 民営化に伴い、併設された郵便事業明石支店、ゆうちょ銀行明石店に一部業務を移管。
- 2012年（平成24年）10月1日 - 日本郵便株式会社発足に伴い、郵便事業明石支店を明石郵便局に統合。

## 取扱内容

### 明石郵便局
- 郵便、印紙、ゆうパック、内容証明
- 生命保険、バイク自賠責保険、自動車保険
- 地方公共団体事務（明石市ごみ処理券の販売、兵庫県住宅再建共済基金利用申込取次事務）
- 明石市内の一部地域（〒673-00xx、〒673-85xx、〒673-86xx、〒673-87xxの区域）および神戸市西区内の一部地域（〒651-21xxの区域）の集配業務
- ゆうゆう窓口

### ゆうちょ銀行明石店
- 貯金、貸付、為替、振替、振込、国際送金、外貨両替、国債、投資信託、変額年金保険
- ATM

## 風景印
- 図柄は明石海峡大橋と船舶、明石市立天文科学館時計塔。局名表記は「明石」
- 使用開始日は1998年（平成10年）3月20日

## 周辺
- 国道2号
- 国道250号
- 兵庫県道16号
- 兵庫県道52号
- 兵庫県道201号
- 兵庫県道718号
- 明石港
- 明石駅
- 明石城公園
- 本松寺
- 魚の棚商店街

## アクセス
- JR山陽本線（JR神戸線） 明石駅もしくは山陽電鉄本線 山陽明石駅（南口）から徒歩約9分
- 神姫バス 明石郵便局前停留所下車すぐ
- 第二神明道路 玉津ICから南へ、もしくは大蔵谷ICから南西へそれぞれ約4km
- 国道2号沿い
- 駐車場あり：10台